# Juan Felipe Osorio
Pour les articles homonymes, voir Osorio (homonymie) et Arboleda (homonymie).
Osorio  Arboleda est un nom espagnol. Le premier nom de famille, en général paternel, est Osorio ; le second, en général maternel, souvent omis, est Arboleda.
Juan Felipe Osorio Arboleda, né le 30 janvier 1995 à La Unión (Antioquia), est un coureur cycliste colombien, membre de l'équipe Orgullo Paisa.

## Biographie
Le 1er octobre 2016, il remporte en solitaire la neuvième et dernière étape du Clásico RCN, en devançant de dix secondes le peloton réglé par son coéquipier Sebastián Molano.
En 2019, Juan Felipe Osorio attaque sa sixième saison dans une formation dirigée par Luis Fernando Saldarriaga. Début février, il est le dernier à résister à Óscar Quiroz dans la rampe finale du championnat de Colombie sur route. Il décroche cependant la médaille d'argent. En avril, il obtient deux accessits alors qu'il est en Europe avec son équipe (une dixième place à la Klasika Primavera et le trophée des grimpeurs du Circuit de la Sarthe). Après la cessation des activités de la formation Manzana Postobón en mai, Osorio participe  avec l'équipe Super Giros au Tour de Colombie et au Clásico RCN. Il accède également au treizième rang terminal du Tour du Portugal au sein de la formation portugaise UD Oliveirense/InOutbuild.
En 2020, Juan Felipe Osorio part renforcer l'équipe continentale professionnelle Burgos BH. Sa combativité et ses nombreuses tentatives de fugue lui permettent de conserver sa place dans l'effectif de la formation espagnole pour 2021. Cependant il n'obtient aucun résultat lors des rares compétitions qu'il dispute. Ce qui l'amène à tenter de relancer sa carrière en intégrant l'équipe Orgullo Paisa pour 2022. Son objectif principal sera de remporter des étapes de montagne. Osorio apportera également son expérience européenne à ses leaders Danny Osorio et Alexander Gil.

## Palmarès
- 2011
  - 3e du championnat de Colombie du contre-la-montre cadets
- 2013
  - 3e du championnat de Colombie sur route juniors
  - 3e du championnat de Colombie du contre-la-montre juniors
- 2016
  - 9e étape du Clásico RCN
- 2019
  - 2e du championnat de Colombie sur route

## Résultats sur les grands tours

### Tour d'Espagne
2 participations
- 2017 : 87e
- 2020 : 114e

## Classements mondiaux
| Année           | 2017   | 2018   |
| --------------- | ------ | ------ |
| UCI Europe Tour | 1 523e | 1 860e |
| UCI Asia Tour   |        | 482e   |